# Quimbele
Quimbele – miasto w Angoli, w prowincji Uíge.